# Pensamiento Ho Chi Minh

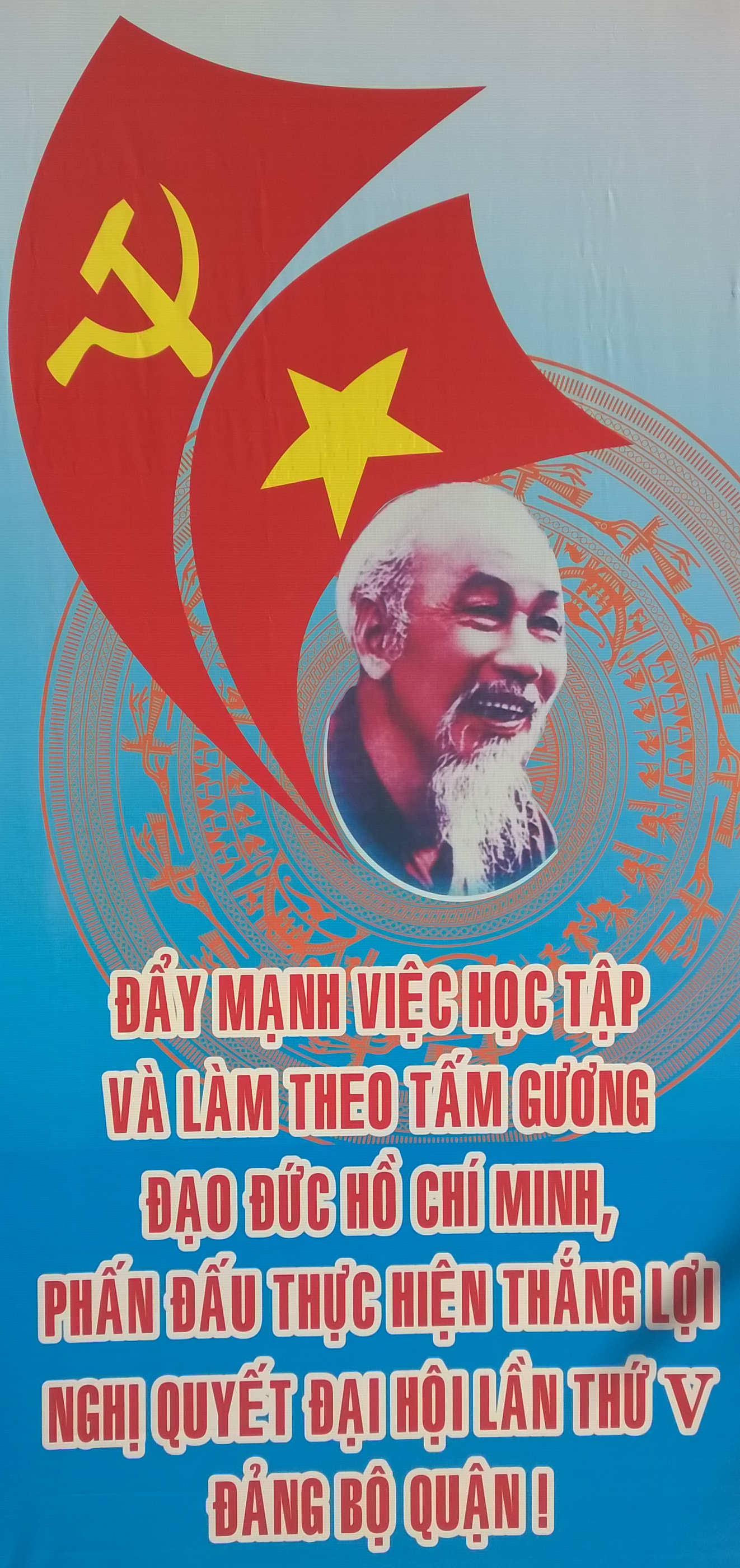
Propaganda del Partido Comunista de Vietnam en Đà Nẵng en 2015.

El pensamiento Ho Chi Minh u hochiminismo, es un sistema de visiones e ideas de Ho Chi Minh en su carrera revolucionaria resumidas y sistematizadas por el Partido Comunista de Vietnam. Dicho sistema ideológico incluye puntos de vista sobre cuestiones básicas de la revolución vietnamita, de la revolución nacional democrática popular a la revolución socialista; aplicando y desarrollando el marxismo-leninismo y el maoísmo en las condiciones específicas de Vietnam.
El contenido de esta doctrina se formó y desarrolló en asociación con los períodos de las actividades de Ho Chi Minh en los movimientos revolucionarios vietnamitas e internacionales. A principios y mediados del siglo XX, el libro de texto del pensamiento de Ho Chi Minh establece que el pensamiento de Ho Chi Minh es la cristalización de la cultura nacional vietnamita, el pensamiento revolucionario francés, el pensamiento liberal de los Estados Unidos y los ideales del comunismo marxista-leninista, el pensamiento de la cultura oriental, la cultura occidental y las cualidades personales de Ho Chi Minh.
El pensamiento de Ho Chi Minh ha sido identificado como una ideología ortodoxa del Partido Comunista de Vietnam junto al marxismo-leninismo, que fue presentado oficialmente desde el VII Congreso del Partido. El Partido Comunista de Vietnam, el Estado de Vietnam y los puntos de vista ortodoxos en Vietnam hoy coinciden en que el pensamiento de Ho Chi Minh es una aplicación creativa del marxismo-leninismo en las condiciones específicas de Vietnam. Considera que el pensamiento de Ho Chi Minh se ha convertido en un valioso activo espiritual del Partido Comunista de Vietnam y de la nación vietnamita. El Partido Comunista de Vietnam identifica el marxismo-leninismo y el pensamiento de Ho Chi Minh como la guía para todas las acciones y victorias de la revolución vietnamita. El Partido Comunista de Vietnam siempre fortalece la propaganda para promover el estudio y seguimiento del pensamiento de Ho Chi Minh en todos los niveles de la sociedad.
La mayoría de los libros de texto de pensamiento de Ho Chi Minh no analizan sus puntos de vista según períodos históricos, ni analizan específicamente sus obras en términos de tiempo. Por ejemplo, en 1930, cuando fundó el Partido Comunista de Vietnam, creía que la lucha por la liberación nacional iba acompañada de la lucha por la liberación de clases. Cuando se fundó el Viet Minh, dejó de lado la política de lucha de clases y luchó por los derechos a la libertad, la democracia y la unidad de todo el pueblo contra los fascistas siguiendo las líneas de la Internacional Comunista. (Esta política es bastante similar a la de Nguyen Van Cu cuando era secretario general). En 1945, cuando necesitaba conseguir el apoyo de los aliados para la independencia de Vietnam, anunció la "disolución del Partido Comunista Indochino" y elogió la democracia.

## Antecedentes

#### Vietnam a finales delsigloXIXy principios delsigloXX
A finales del siglo XIX y principios del XX, el gobierno de la dinastía Nguyen implementó una política interior y exterior conservadora, que no le dio a Vietnam la oportunidad de contactar y mantenerse al día con el desarrollo del mundo. No poder promover las fortalezas de las tradiciones de la nación y el país, incapaz de resistir las tramas de invasión de los colonialistas franceses. Cuando los colonialistas franceses invadieron Vietnam en 1858 y en 1883, la corte de Hue firmó el Tratado de Harmand con el imperio francés, reconociendo su protectorado en todo Annam. Después del Tratado de Patenôtre en 1884, Vietnam se convirtió en una colonia semifeudal.
Durante el dominio colonial francés, desde mediados del siglo XIX hasta principios del siglo XX, hubo muchos levantamientos contra los colonialistas franceses. Los levantamientos armados bajo el lema "Cần vương" liderados por escritores y académicos finalmente fracasaron. Estos levantamientos armados estuvieron imbuidos de patriotismo y llenos de valentía frente al enemigo, pero fueron liderados por ideas feudales y burguesas y fracasaron. La revolución vietnamita cayó en una profunda crisis en el camino por la independencia del país.
Las hazañas coloniales de los colonialistas franceses en Vietnam hicieron que la sociedad vietnamita tenga una profunda división de clases sociales. Creando una premisa interna para el movimiento de lucha de liberación nacional a principios del siglo XX. La sociedad vietnamita tenía muchas contradicciones. Se pueden mencionar las siguientes grandes contradicciones:
- El conflicto entre el pueblo vietnamita y los colonialistas franceses.
- Conflicto entre trabajadores y mandarines feudales.
- Conflicto entre la clase trabajadora vietnamita y la burguesía.

A principios del siglo XX, los movimientos de resistencia armada contra los franceses eran desenfrenados y se extendían por todo el país, pero todos fracasaban. El fracaso del movimiento anticolonial francés a fines del siglo XIX y principios del siglo XX demostró la obsolescencia de la ideología feudal, la debilidad e impotencia de la ideología burguesa, poco a poco se fueron preparando las premisas para un nuevo rumbo de la causa de la liberación nacional. Según Communist Magazine, estas cosas mostraban que si el movimiento de salvación nacional del pueblo vietnamita quiere ganar, debía seguir un nuevo camino, que es el camino de la revolución proletaria.

#### Situación internacional
El mundo en el período comprendido entre finales del siglo XIX y principios del siglo XX también está experimentando grandes cambios:
- El capitalismo ha pasado de la etapa de libre competencia a la etapa de monopolio, estableciendo la dominación a escala mundial. El imperialismo por su propia naturaleza se ha convertido en el enemigo común de todos los pueblos coloniales.[15]
- Realidad histórica: en el proceso de invasión y dominación del colonialismo, en países débiles de Asia, África y América Latina, la antigua explotación feudal se mantuvo aún junto a la explotación colonial capitalista. Además de las clases básicas anteriores, han aparecido nuevas clases sociales y clases, incluidos los trabajadores y la burguesía.[16]
- Estalló la Primera Guerra Mundial.[15]
- De la viva lucha de los trabajadores de los países capitalistas a finales del siglo XIX y principios del XX, se destacó un nuevo clímax de la revolución mundial, que culminó con la victoria de la Revolución de Octubre (1917). Esta gran revolución ha "despertado a los pueblos asiáticos". La exitosa revolución proletaria en Rusia ha dado un brillante ejemplo de la liberación de los pueblos oprimidos, abriendo ante ellos. la era de la revolución antiimperialista y la era de la liberación nacional.[13]
- Se estableció la Tercera Internacional (1919). Los movimientos obreros de los países capitalistas y los movimientos de liberación de los países coloniales están más estrechamente relacionados en la lucha contra su enemigo común, el imperialismo.[15][17]

## Origen

### Tradiciones nacionales vietnamitas
El patriotismo con voluntad indomable y autosuficiencia para construir y defender el país existe a lo largo de la historia de la nación. Al mismo tiempo, en el proceso de construcción nacional y defensa del país, también apareció el espíritu de solidaridad y conciencia democrática. El espíritu de solidaridad y el sentido de la democracia hacen que la relación individuo - familia - aldea - país se vuelva cada vez más estable y dependa unos de otros para la supervivencia y el desarrollo. Los valores tradicionales del pueblo vietnamita son la valentía, la laboriosidad, la resiliencia en el trabajo de producción, la lucha por la supervivencia y el desarrollo ante la naturaleza y los invasores. Pero al mismo tiempo, en ese proceso, el pueblo vietnamita también recibió los valores culturales y civilizados de la humanidad. Los vietnamitas tienen una mentalidad abierta y flexible que los hace fácilmente receptivos a las ideas externas. Siendo miembro del Partido Socialista Francés, Ho Chi Minh aceptó el leninismo con el objetivo de la liberación nacional, mientras que muchos de sus camaradas franceses eligieron el camino de la socialdemocracia con la política de reforma social. El patriotismo es el punto de partida, la base para que Ho Chi Minh acepte el marxismo-leninismo; es una de las principales fuentes del pensamiento de Ho Chi Minh.

### Pensamiento oriental-occidental

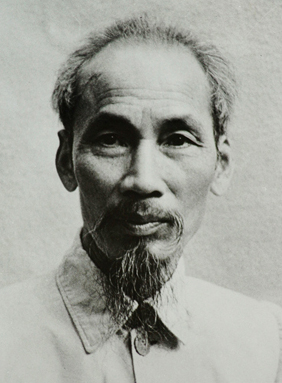
Retrato del presidente Ho Chi Minh

El pensamiento de Ho Chi Minh se formó sobre la base de la absorción del pensamiento oriental-occidental, en primer lugar el pensamiento oriental, caracterizado por el budismo y el confucianismo vietnamita. El budismo y el confucianismo en Vietnam influyeron en Ho Chi Minh desde una edad temprana en el entorno cultural-educativo vietnamita de las aldeas vietnamitas, bajo la tutela de su familia con su padre, quien fue maestro, y otros patriotas. Más tarde, cuando se convirtió en comunista, continuó estudiando nuevas tendencias ideológicas en India y China, típicamente el gandhismo y el sun yatsenismo. Encontró en que el sun yatsenismo «tiene la ventaja de que su política se adapta a las condiciones de nuestro país».
En 1923, en su currículum cuando llegó a la Unión Soviética, Nguyen Ai Quoc se presentó: "Vengo de una familia confuciana, donde todos los jóvenes estudian confucianismo". Luego, en el Congreso Comunista Internacional de 1935, Nguyen Ai Quoc volvió a registrar en su biografía: "Composición de una familia confuciana".
Las similitudes entre el confucianismo y el comunismo facilitaron que Ho Chi Minh y muchos otros líderes revolucionarios vietnamitas con antecedentes confucianos aceptaran el comunismo. Ho Chi Minh vio la adaptabilidad del comunismo en Vietnam debido a las similitudes entre el comunismo y el ideal confuciano del datong. Usó palabras y declaraciones de Confucio que están muy familiarizadas con las tradiciones culturales vietnamitas para conectar valores comunes en el confucianismo y el marxismo. En el artículo Le Grand Confucius (Gran Confucio) publicado en la revista Communise el 15 de mayo de 1921, Nguyen Ai Quoc introdujo la teoría de datong de la siguiente manera: "El gran Confucio (551 aC) inició el universalismo y predicó la igualdad de la riqueza. En resumen, la paz en el mundo sólo brota del Universalismo en el mundo. La gente no teme a la falta, sino a la injusticia. "
Durante la guerra de Vietnam, en el Norte obligado a implementar el sistema de distribución en tiempos de guerra, Ho Chi Minh recordó una vez a los cuadros del pensamiento de Confucio: "Sin miedo a la escasez, solo a la injusticia, sin miedo al hambre, solo a la pobreza".
Resumiendo 30 años de absorber sus líneas de pensamiento, Ho Chi Minh concluyó:
«La doctrina de Confucio tiene la ventaja de cultivar la moralidad personal. La religión de Jesús tiene la ventaja de una gran compasión. El marxismo tiene la ventaja de un método dialéctico. El pensamiento de Sun Yat-Sen tiene la ventaja de que la política se adapta a las condiciones de nuestro país [...] ¿Confucio, Jesús, Karl Marx, Sun Yat-Sen no tienen esas cosas en común? Todos quieren perseguir la felicidad de la humanidad, perseguir la felicidad de la sociedad. Si todavía están vivos hoy, si están en un solo lugar, creo que definitivamente vivirán muy bien juntos como amigos cercanos. Intento ser su pequeño alumno.»
Ho Chi Minh estuvo expuesto a la cultura occidental desde que iba a la escuela. Mientras estudiaba en las escuelas primarias de Vinh y Hue, las ideas progresistas de la Revolución Francesa sobre "libertad, igualdad y fraternidad" comenzaron a influir fuertemente en él y fue uno de los factores que lo influyó en la búsqueda de un nuevo camino hacia Occidente para encontrar una forma de salvar el país y la gente.
Treinta años de vivir, trabajar, estudiar y operar en el extranjero, especialmente en el ámbito cultural occidental, ha tenido condiciones para aprender, investigar y experimentar directamente a través de actividades políticas. Estudió directamente las ideas de la Ilustración (Voltaire, Jean-Jacques Rousseau, Montesquieu..) a través de sus obras. Ha viajado a Francia, los Estados Unidos y el Reino Unido y ha visto de primera mano la vida social en el origen de tres revoluciones nacionaldemócratas típicas del mundo.La ideología revolucionaria progresista de estas revoluciones tuvo un fuerte impacto en Ho Chi Minh. Esas son las ideas básicas del nacionalismo y el humanismo en las revoluciones burguesas estadounidense y francesa con derechos nacionales, derechos humanos y pensamiento democrático cuyo contenido es libertad, igualdad y fraternidad.
Estos son nuevos puntos ideológicos en la quintaesencia cultural occidental que influyeron fuertemente en los pensamientos, acciones y pensamientos de Ho Chi Minh. Viviendo en un ambiente democrático y a través de actividades democráticas trabajando y viviendo en organizaciones laborales, sociales y políticas en Occidente, Ho Chi Minh ha entendido los métodos de organización de la sociedad civil, la propiedad, la forma democrática de trabajar y la formación de un estilo democrático.

### Marxismo-leninismo
Ho Chi Minh absorbió la doctrina de la liberación humana que es el marxismo-leninismo. Cuando recibió el marxismo-leninismo, pasó de patriota a comunista cuando se convirtió en miembro fundador del Partido Comunista Francés.
Llegando al marxismo-leninismo desde las demandas prácticas de la liberación nacional y humana, desde la necesidad común de la humanidad por los derechos nacionales y los derechos humanos, Ho Chi Minh aplicó la cosmovisión y la metodología del marxismo-leninismo para estudiar la realidad de Vietnam y el mundo y encontró el camino de la revolución vietnamita por sí mismo. Por tanto, el marxismo-leninismo es una fuente teórica, la base principal que juega un papel decisivo en la formación del pensamiento de Ho Chi Minh, y el pensamiento de Ho Chi Minh es la aplicación del marxismo-leninismo en la situación de Vietnam.

### Base práctica

#### En Vietnam
Vietnam tiene una larga historia y cultura con una tradición de lucha contra invasores extranjeros, pero hasta el siglo XIX, Vietnam todavía era un país atrasado y subdesarrollado. A mediados del siglo XIX, antes del debilitamiento del sistema feudal de la dinastía Nguyen, el imperio francés comenzó a invadir Vietnam. Después de completar básicamente la pacificación militar de Vietnam, los colonialistas franceses comenzaron a explotar las colonias en Vietnam, así como en Laos y Camboya a gran escala y gradualmente transformaron Vietnam de un feudalismo a un país colonial semifeudal con cambios fundamentales en la política, economía, cultura y sociedad. Ese cambio hizo la aparición de nuevas clases en la sociedad vietnamita con el nacimiento de la clase trabajadora, la burguesía y la pequeña burguesía.En consecuencia, además de la contradicción básica en la sociedad feudal entre campesinos y terratenientes feudales, la aparición de nuevas clases ha dado lugar a nuevas contradicciones: entre la clase obrera vietnamita y la burguesía feudal, entre todo el pueblo vietnamita y el imperialismo francés.
Antes de los cambios anteriores, el movimiento revolucionario vietnamita también tuvo gradualmente nuevos desarrollos, como el surgimiento de un nuevo movimiento patriótico y el movimiento obrero en Vietnam.
A principios del siglo XX, bajo la influencia de los movimientos reformistas en China de Khang Huu Vi y Luong Khai Sieu, el ejemplo de Duy Tan de Japón, la revolución Tan Hoi en China, el movimiento patriótico de Vietnam se transformó hacia la democracia burguesa bajo el orientación de eruditos patrióticos de mentalidad reformista como Phan Boi Chau y Phan Chau Trinh. Típicamente, el movimiento Dong Du, el movimiento Duy Tan, el movimiento Dong Kinh Nghia Thuc... Pero todos los esfuerzos para salvar al país de este nuevo movimiento en Vietnam fueron fracasados por la represión colonial Francia. Se cerró la escuela Dong Kinh Nghia Thuc (diciembre de 1907), se suprimió el movimiento contra los impuestos en Trung Ky (1908); El caso de envenenamiento de Ha Thanh fracasó (junio de 1908). El movimiento Dong Du se disolvió, Phan Boi Chau y sus compañeros fueron expulsados de Japón (febrero de 1909). El movimiento Duy Tan en Trung Ky fue reprimido, líderes como Tran Quy Cap, Nguyen Hang Chi fueron ejecutados por guillotina... Phan Chau Trinh, Huynh Thuc Khang, Ngo Duc Ke, Dang Nguyen Can fueron exiliados a Con Dao... El fracaso, estos movimientos patrióticos han seguido manteniendo el fuego de salvar al país que sigue ardiendo en los corazones de la nación.
Junto con el movimiento de lucha patriótica del pueblo, el nacimiento y el movimiento de lucha de la nueva clase como la clase trabajadora vietnamita después de la Primera Guerra Mundial hizo que el movimiento de lucha de liberación nacional en Vietnam agregara nuevos elementos. Especialmente, desde principios de los años veinte del siglo XX, el creciente número de la clase trabajadora en Vietnam ha sido influenciado por el movimiento revolucionario mundial, que ha hecho que el movimiento de lucha tenga las características distintivas de la clase trabajadora. Esta es una fuente de práctica social extremadamente importante para el nacimiento del pensamiento de Ho Chi Minh.
Así, el movimiento patriótico y el movimiento obrero vietnamita son la base práctica en el país para el nacimiento del pensamiento de Ho Chi Minh.

#### Situación internacional
A finales del siglo XIX y principios del XX, el capitalismo occidental pasó de la etapa de la libre competencia al capitalismo monopolista -la etapa del imperialismo- que pasó de la apertura del mercado comercial, los países imperialistas libraron guerras, aceleraron la colonización e invasión, destinada a explotar materias primas, explotar y esclavizar pueblos en la mayor parte de Asia, África y América Latina. Esa situación ha profundizado las contradicciones inherentes al capitalismo, a saber, la contradicción entre la burguesía y el proletariado en los países capitalistas, y la contradicción entre los países capitalistas e imperialistas, y ha creado conflictos entre los pueblos de los pueblos colonial y dependiente y el imperialismo colonial. La exigencia de liberación e independencia de los pueblos coloniales no es solo un requisito específico de los pueblos coloniales sino también un requisito común de los pueblos, lo que ha promovido el fuerte desarrollo de las naciones del movimiento de liberación en el mundo.
Las contradicciones del capitalismo, principalmente debido a la competencia de mercado entre los países imperialistas, llevaron a la Primera Guerra Mundial (agosto de 1914 a noviembre de 1918) para redistribuir las esferas de influencia. Provocó el movimiento de los pueblos del mundo para luchar por la paz, poner fin a las guerras imperialistas. y esa fue también una de las causas del estallido de la Revolución de Octubre rusa. La victoria de la Revolución de Octubre rusa, con el nacimiento del primer estado obrero-campesino del mundo, abrió una nueva era, una era de transición del capitalismo al socialismo a escala internacional., Ha alentado y promovido el desarrollo de la comunidad internacional comunista y el movimiento obrero, el movimiento de liberación nacional en el mundo.
La realidad de la Revolución de Octubre, el nacimiento del Estado soviético, el movimiento revolucionario mundial de la clase obrera desarrollado con el nacimiento y el liderazgo de la Tercera Internacional, así como el movimiento de liberación nacional en el mundo. El mundo son las fuentes prácticas internacionales para la formación del pensamiento de Ho Chi Minh.

## El proceso de formación y desarrollo
El pensamiento de Ho Chi Minh no se formó de inmediato, sino que pasó por un proceso de búsqueda, establecimiento, desarrollo y perfeccionamiento, asociado con las ricas actividades revolucionarias de Ho Chi Minh. Las actividades revolucionarias de Ho Chi Minh se pueden dividir en los siguientes 5 períodos:
1. El período de formación de la ideología patriótica (antes de 1911): Durante este período, Ho Chi Minh había formado la ideología del patriotismo, el amor por la gente, protegiendo seriamente los valores espirituales tradicionales de la nación, ansioso por aprender las ideas progresistas de la humanidad.[19]
2. El período de búsqueda de una forma de salvar al país y liberar a la nación (1911-1920): Durante este período, Ho Chi Minh estudió la vida de los trabajadores; estudió la revolución francesa, la revolución americana, se afilió al Partido Socialista Francés, se enteró de la Revolución de Octubre rusa, estudió y llegó al leninismo, asistió al Congreso de Tassel, se puso del lado de la Comintern, participando en la fundación del Partido Comunista Francés. Este fue el período en el que Ho Chi Minh tuvo un cambio de ideología; de la ilustración nacionalista a la ilustración marxista-leninista, de un soldado anticolonial a un soldado comunista vietnamita. Este es un cambio fundamental en la ideología de salvación nacional de Ho Chi Minh: "Para salvar el país y liberar a la nación, no hay otro camino que la revolución proletaria".[19][20]
3. El período de formación básica de ideas sobre la revolución vietnamita (1921-1930): Durante este período, Ho Chi Minh tuvo una activa y rica actividad teórica y práctica en Francia (1921-1923), en la Unión Soviética (1923-1924), en China (1924-1927), en Tailandia (1928-1929). Durante este tiempo, se formó básicamente el pensamiento de Ho Chi Minh sobre la revolución vietnamita. Ho Chi Minh combinó la investigación y la construcción de teorías, combinada con la propagación de la ideología de liberación nacional y la movilización de organizaciones de masas para la lucha, la construcción de organizaciones revolucionarias y la preparación para establecer el Partido Comunista de Vietnam. Las obras y escritos de Ho Chi Minh en este período han mostrado grandes puntos de vista sobre el camino revolucionario vietnamita, que se pueden nombrar como obras: Juicio del colonialismo francés (1925), El camino del destino (1927) y otros artículos.[19]
4. Durante un período desafiante, perseveramos en mantener nuestros puntos de vista, defendiendo la ideología de la independencia, la libertad y los derechos nacionales fundamentales. (1930-1945):Sobre la base del pensamiento del camino revolucionario vietnamita que se formó básicamente, en los primeros años de la década de 1930, Ho Chi Minh mantuvo persistentemente sus puntos de vista revolucionarios, superando la tendencia "izquierdista" que domina la Internacional Comunista, domina el Comité Central del Partido Comunista de Vietnam, se desarrolla en una estrategia revolucionaria para la liberación nacional, establece el pensamiento independiente y libre, conduciendo al triunfo de la Revolución. En agosto de 1945 nace la República Democrática de Vietnam.[19]
5. El período de desarrollo continuo de la ideología de la resistencia y la construcción nacional (1945-1969): Este fue el período en el que Ho Chi Minh y el Comité Central del Partido Comunista de Vietnam llevaron al pueblo vietnamita a conducir la guerra de resistencia contra los colonialistas franceses y construir la democracia popular (1945-1954) con la culminación en la victoria de Dien Bien Phu; conducir la guerra de resistencia contra Estados Unidos, salvar el país y construir el socialismo en el Norte. Durante este período se destacan los siguientes contenidos: la ideología de conjugar resistencia con construcción nacional; conduciendo simultáneamente dos estrategias revolucionarias diferentes, es decir, la revolución de liberación nacional en el Sur y la revolución socialista en el Norte con miras al objetivo común inmediato de liberar al Sur y reunificar la Patria. La ideología de la guerra popular integral, a largo plazo, confiando en la propia fuerza de todo el pueblo es la principal. Construyendo el dominio del pueblo, construyendo el Estado del pueblo, por el pueblo y para el pueblo. Construyendo el Partido Comunista como partido gobernante...[19]

### Definición
El Pensamiento de Ho Chi Minh es definido por el Partido Comunista de Vietnam como:

El pensamiento de Ho Chi Minh es un amplio y profundo sistema de visiones sobre los temas básicos de la revolución vietnamita, resultado de la aplicación creativa y el desarrollo del marxismo-leninismo en las condiciones de Vietnam. Características específicas de nuestro país, heredando y desarrollando la fina valores tradicionales de la nación, absorbiendo la cultura humana... '

La definición anterior es un nuevo paso en la percepción del Partido Comunista de Vietnam sobre el pensamiento de Ho Chi Minh, guiando a los investigadores a seguir profundizando en el pensamiento de Ho Chi Minh, especialmente en la definición del pensamiento de Ho Chi Minh. El pensamiento de Chi Minh como fundamento ideológico y directriz de acción para todo el Partido Comunista de Vietnam y toda la nación vietnamita. El pensamiento de Ho Chi Minh es una parte central de la especialidad de "Estudios de Ho Chi Minh" en ciencias políticas vietnamitas. Ho Chi Minh ha construido un sistema teórico completo sobre la revolución vietnamita de acuerdo con la realidad del país y el flujo de los tiempos. Ese sistema incluye los siguientes contenidos básicos:
- Liberación nacional, liberación de clases, liberación humana;
- La independencia nacional está asociada con el socialismo, combinando la fuerza nacional con el poder de la época;
- La fuerza del pueblo y el gran bloque de unidad nacional;
- El derecho del pueblo al dominio, la construcción de un verdadero Estado del pueblo, por el pueblo y para el pueblo;
- Defensa nacional de todo el pueblo, fortalecimiento de las fuerzas armadas populares;
- Desarrollar la economía y la cultura, mejorar constantemente la vida material y espiritual de las personas;
- Necesidades de moralidad revolucionaria, ahorro, integridad, rectitud, justicia e imparcialidad;
- fomentar la generación revolucionaria para la próxima generación;
- Al construir un Partido limpio y fuerte, los cuadros y los miembros del partido son líderes y servidores leales del pueblo...[22][23]

### Investigación, enseñanza y aprendizaje

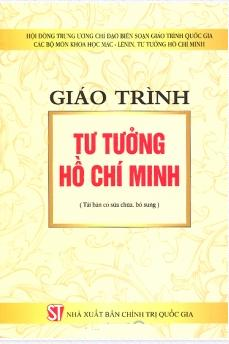
Libro de texto del pensamiento de Ho Chi Minh publicado por la Editorial Política Nacional

#### Actividades de investigación, docencia y aprendizaje
En el VII Congreso Nacional del Partido Comunista de Vietnam celebrado en 1991 en Hanoi, se decidió: tomar el marxismo-leninismo y el pensamiento de Ho Chi Minh como fundamento ideológico y directriz del movimiento de acción, tomando el centralismo democrático como principio organizador básico.
Desde entonces, el pensamiento de Ho Chi Minh se ha enseñado en todas las universidades como asignatura obligatoria para todos los estudiantes de todas las disciplinas. En 1997, en la Universidad de Hanoi, se iniciaron cursos formales de formación y debates entre expertos sobre este tema.
Los investigadores nacionales y los compañeros de Ho Chi Minh escribieron muchos trabajos sobre el pensamiento de Ho Chi Minh, tales como:Conozca algunos temas del pensamiento del presidente Ho Chi Minh (1982) editado por Le Mau Han; Estudiar el pensamiento de Ho Chi Minh (1993) por el autor colectivo del Instituto Ho Chi Minh; El mundo sigue cambiando pero el pensamiento de Ho Chi Minh vive para siempre (1991), Acerca del pensamiento de Ho Chi Minh (1993), Pensamiento Ho Chi Minh, el proceso de formación y desarrollo (1993), El pensamiento de Ho Chi Minh y el camino revolucionario de Vietnam (1997) por Vo Nguyen Giap; Percepciones básicas del pensamiento de Ho Chi Minh (1998) por Pham Van Dong; La formación básica del pensamiento de Ho Chi Minh (1997) por Tran Van Giau; Del pensamiento tradicional al pensamiento de Ho Chi Minh(1998) por Hoang Tung.

#### Significado de estudiar y aprender
El propósito de estudiar y estudiar el pensamiento de Ho Chi Minh es aplicarlo al camino de la construcción de Vietnam por el bien de: un país fuerte y una sociedad justa, democrática y civilizada. Para la generación joven en general, y para los estudiantes de colegios y universidades en particular, el Partido y el Estado de Vietnam enfatizan la necesidad de otorgar especial importancia a la educación política, ideológica y revolucionaria, especialmente la educación del pensamiento de Ho Chi Minh con el fin de mejorar la teoría y el método del pensamiento dialéctico, contribuyendo a formar a los estudiantes para que se conviertan en pioneros en la causa de defender y construir un país más real y más grande que la voluntad de Ho Chi Minh: "Los miembros de nuestro sindicato y los jóvenes en general son buenos, todo es voluntariado con entusiasmo, sin miedo a las dificultades y con ganas de avanzar. El Partido debe cuidar de educarlos sobre la moral revolucionaria, entrenarlos para ser herederos de una construcción del socialismo "especializado".". Nutrir a la generación revolucionaria para la próxima vida es algo muy importante y necesario".

#### Políticas preferenciales estatales
Actualmente, hay una escasez de profesores en el departamento de Pensamiento de Ho Chi Minh en las universidades, pero la especialidad de Pensamiento de Ho Chi Minh tiene una pequeña cantidad de candidatos registrados para el examen, con baja competencia y puntajes de referencia en comparación con otras especializaciones. Por lo tanto, el Gobierno de Vietnam tiene el Decreto 74 que exime y reduce las tasas de matrícula, apoyando los gastos de estudio en las instituciones educativas nacionales para varios alumnos y estudiantes; en el que los estudiantes que se especializan en marxismo-leninismo y pensamiento de Ho Chi Minh están exentos de tasas de matrícula. Aunque existe una exención de la tarifa de matrícula, la especialización en Pensamiento de Ho Chi Minh todavía no es una opción para muchos estudiantes.

## Contenido básico

### Sobre la cuestión nacional y la revolución de liberación nacional

#### Sobre el tema de la nacionalidad
La etnia es un gran problema. Karl Marx y Friedrich Engels no profundizaron en la solución del problema nacional, porque en ese momento en Europa Occidental el problema nacional se resolvió en la revolución burguesa; Además, no tuvieron la oportunidad de estudiar en profundidad el problema de los pueblos coloniales en Asia, África y América Latina..
Durante el período imperialista (finales del siglo XIX, principios del siglo XX), la revolución de liberación nacional se convirtió en parte de la revolución proletaria mundial, Gracias a eso V.I. Lenin tenía una base práctica para convertir el problema nacional colonial en un sistema teórico. Aunque tanto K.Marx, F. Engels y V.I.Lenin plantearon los puntos de vista básicos sobre la relación dialéctica entre las cuestiones étnicas y de clase, creando la base teórica y metodológica para determinar las estrategias y tácticas de los partidos comunistas en las cuestiones políticas, económicas, nacionales y coloniales, pero a partir de la práctica de la revolución proletaria en Europa, todavía te centras más en la cuestión de clase. Las condiciones a principios del siglo XX en adelante establecieron el requisito de aplicar y desarrollar creativamente la teoría marxista-leninista para adaptarse a la realidad en los países coloniales, incluido Vietnam; Fue Ho Chi Minh quien cumplió con esa solicitud.
El 19 de junio de 1919, en nombre de la Asociación de Patriotas Annamitas, Ho Chi Minh presentó a la Conferencia de Paz de Versalles un reclamo de ocho puntos del pueblo Annamita para pedir a los líderes de los países aliados que aplicaran los ideales del presidente estadounidense Woodrow Wilson para los territorios coloniales franceses en el sudeste asiático, entregado personalmente al presidente francés y a los delegados a la conferencia. Las opiniones de Ho Chi Minh sobre la cuestión nacional fueron influenciadas por la teoría marxista-leninista, especialmente la teoría de Lenin sobre cuestiones nacionales y coloniales.
Periódico L'Humanité publicado el 16 y 17 de julio de 1920 en texto completo "El primer borrador de tesis sobre la cuestión nacional y colonial" por V.I. Lenin bajo el título que se encuentra a lo largo de la página uno. La tesis atrajo inmediatamente la atención especial de Nguyen Ai Quoc. Nguyen Ai Quoc lo ha leído una y otra vez y "A través de la lente del verdadero patriotismo, encontró allí el camino correcto para liberar al país del yugo colonial". Más tarde, Nguyen Ai Quoc recordó: "En esa Tesis hay palabras políticas que son difíciles de entender. Pero después de leerlo una y otra vez, finalmente entendí la parte principal. ¡La tesis de Lenin me emociona, es clara y confiable! Estoy emocionado hasta las lágrimas. Sentado solo en una habitación, hablé en voz alta como si estuviera hablando frente a una gran audiencia: "¡Oh compatriotas llenos de sufrimiento! ¡Esto es lo que necesitamos para nosotros, este es el camino hacia nuestra liberación!". Desde entonces, Nguyen Ai Quoc (Ho Chi Minh) ha creído completamente en Lenin y en la Tercera Internacional.
Ho Chi Minh absorbió las teorías del marxismo-leninismo sobre el tema nacional y, al mismo tiempo, Ho Chi Minh aplicó creativamente las teorías del marxismo-leninismo para adecuarlas a la realidad de los países coloniales, incluido Vietnam. El pensamiento de Ho Chi Minh sobre la cuestión nacional se refleja en los siguientes puntos principales:
- La independencia y la libertad son derechos sagrados e inviolables de todas las naciones. Ho Chi Minh escribió en la Declaración de Independencia que dio origen a la República Democrática de Vietnam: "Todos los pueblos del mundo nacen con los mismos derechos, cada nación tiene derecho a vivir, a ser feliz y a ser feliz en libertad".[35] El propósito de la independencia nacional es brindar felicidad y libertad a la gente. El presidente Ho Chi Minh dijo que "Hoy hemos construido la República Democrática de Vietnam. Pero si el país es independiente y la gente no disfruta de la felicidad y la libertad, entonces la independencia no tiene sentido".[36]
- El patriotismo y el nacionalismo son un gran motor del país. Ho Chi Minh comentó una vez: "Nuestro pueblo tiene un corazón patriótico ardiente. Es una de nuestras preciosas tradiciones. Desde el pasado hasta el presente, cada vez que la Patria fue invadida, ese espíritu se volvió vibrante, formó una ola extremadamente poderosa y enorme, atravesó todos los peligros y dificultades, nos envolvió a todos."[37]
- Mezcla de nación con clase, independencia nacional y socialismo, patriotismo con internacionalismo: "Los pueblos allí (en el Este) nunca pueden levantar la cabeza sin apego al proletariado mundial... El día en que cientos de millones de asiáticos sean esclavizados y oprimidos despertará para deshacerse de la despreciable explotación de un grupo de codiciosos colonialistas y ellos mismos formarán una fuerza masiva que puede destruir una de las condiciones para la existencia del capitalismo y el imperialismo, mientras ayudan a los hermanos occidentales en la causa de la liberación."[38]

El presidente Ho Chi Minh respondió afirmativamente y negó la opinión de que era un nacionalista: Decir que cuando era joven era nacionalista probablemente no sea cierto. Porque en ese momento, solo sabía amar a mis conciudadanos, pero no conocía ninguna ideología. Cuando fui a África, vi que el pueblo colonial aquí también estaba sufriendo, oprimido y explotado como el pueblo de Indochina. Cuando fui a los países europeos, vi que también había gente muy rica, "sentada tranquilamente comiendo cuencos de oro", y la clase trabajadora era muy pobre. Pienso mucho: Mientras tanto, la Gran Revolución de Octubre triunfó en Rusia. Lenin creó la Internacional Comunista. Entonces Lenin entregó la Tesis de la Revolución Colonial. Esas cosas me hicieron ver que: el pueblo trabajador de Indochina, el pueblo de las colonias y el pueblo trabajador que quiere liberarse deben unirse y hacer una revolución.Entonces me convertí en marxista-leninista, solo el socialismo y el comunismo pueden liberar a los pueblos oprimidos y al pueblo trabajador del mundo de la esclavitud". La independencia nacional asociada con el socialismo es la tesis central, el contenido central del pensamiento de Ho Chi Minh. Ho Chi Minh abogó por una estrategia antiimperialista "Lanzar el nacionalismo indígena en nombre de la Internacional Comunista... Cuando su nacionalismo gane... ese nacionalismo se convertirá inevitablemente en internacionalismo". Hablando de liberación nacional y liberación de clases, Ho Chi Minh afirmó: “Ambas liberaciones solo pueden ser la causa del comunismo y de la revolución mundial”, "solo el comunismo puede salvar a la humanidad, dar a todos sin distinción de raza y origen libertad, igualdad, fraternidad, solidaridad, prosperidad en la tierra, trabajo para todos y para todos, alegría, paz y felicidad".

#### Sobre la revolución de liberación nacional
El fracaso de los movimientos patrióticos contra los colonialistas franceses en Vietnam a finales del siglo XIX y principios del XX demostró que los caminos de la liberación nacional bajo la bandera del feudalismo o el pensamiento burgués no satisfacían objetivamente la necesidad de conquistar la nación, la independencia y libertad marcadas por la historia. Ho Chi Minh admiraba mucho el espíritu revolucionario de sus predecesores, pero no aprobaba estas formas de salvar al país, y estaba decidido a ir y encontrar una nueva forma de salvar al país.
Después de acercarse a la teoría de Lenin, Ho Chi Minh encontró la manera de salvar al país, ese es el camino de la revolución proletaria. Así, Ho Chi Minh llegó a la doctrina revolucionaria del marxismo-leninismo y eligió el camino de la revolución proletaria. Desde entonces, Ho Chi Minh estaba decidido a llevar al pueblo vietnamita a seguir ese camino.
El pensamiento de Ho Chi Minh sobre la revolución de liberación nacional se refleja en los siguientes puntos principales:
- Cách mạng giải phóng dân tộc muốn thắng lợi phải đi theo con đường cách mạng vô sản. Con đường cách mạng vô sản, theo quan điểm của Hồ Chí Minh, bao hàm những nội dung chủ yếu sau:
  - Llevar a cabo la revolución de liberación nacional y gradualmente "ir a la sociedad comunista".
  - La fuerza principal de la revolución es la clase trabajadora, cuya vanguardia es el Partido Comunista.
  - La fuerza revolucionaria es la unidad de todo el pueblo, el núcleo es la alianza entre la clase obrera, el campesinado y los trabajadores intelectuales.
  - La causa revolucionaria de Vietnam es una parte integral de la revolución mundial, por lo que se requiere solidaridad internacional.[43]
- La revolución de liberación nacional en la nueva era debe ser dirigida por el Partido Comunista. Ho Chi Minh afirmó: Para liberar con éxito a la nación, en primer lugar, debe haber un partido revolucionario. Analizó: la revolución debe primero iluminar a la gente, explicar la teoría y la ideología a la gente, entender las mareas del mundo, y presentar estrategias a la gente... Por lo tanto, el poder revolucionario debe estar concentrado. Si quieres concentrarte, debes tener un partido revolucionario.[44]
- Las fuerzas de la revolución de liberación nacional incluyen a toda la nación. Ho Chi Minh valoró mucho el papel del pueblo en el levantamiento armado. Consideraba que el gran poder y la inagotable energía creativa de las masas eran la clave para asegurar la victoria.
- La revolución de liberación nacional debe llevarse a cabo de manera proactiva, creativa y capaz de vencer junto a la revolución proletaria en el país. Según investigadores nacionales, se trata de una tesis innovadora de gran valor teórico y práctico; una contribución muy importante de Ho Chi Minh al tesoro teórico del marxismo - leninismo, que ha sido probado por la victoria del movimiento revolucionario por la liberación nacional en todo el mundo durante el siglo pasado.[45]
- La revolución de liberación nacional debe realizarse mediante una revolución violenta. Entre estos hay dos problemas:
  - Violencia revolucionaria en la revolución de liberación nacional en Vietnam. El pensamiento revolucionario violento y el pensamiento humanitario pacífico están dialécticamente unificados en el pensamiento de Ho Chi Minh. Abogó por el patriotismo, amor a la gente, amor a la paz, la libertad, la justicia, aprovechar todas las posibilidades pacíficas para resolver los conflictos, pero una vez que la guerra no puede evitarse, utilizar el levantamiento y la guerra revolucionaria para ganar, mantener y proteger la paz, por la independencia y la libertad.[46]
  - El lema estratégico de la lucha a largo plazo en la revolución de liberación nacional. Frente a enemigos poderosos, Ho Chi Minh abogó por usar el lema de una estrategia de batalla a largo plazo. Ho Chi Minh dijo, si quieres ganar, tienes que soportar las dificultades, si quieres ganar, tienes que ser autosuficiente. Aunque concede gran importancia a la ayuda internacional, Ho Chi Minh siempre defiende la fuerza interior, promueve al máximo todos los esfuerzos de la nación y defiende el espíritu de independencia y autosuficiencia. La independencia y la autosuficiencia combinada con la obtención de ayuda internacional es una visión constante en el pensamiento de Ho Chi Minh. Durante las dos guerras de resistencia contra los franceses y los estadounidenses, movilizó la fuerza de toda la nación y, al mismo tiempo, hizo todo lo posible por movilizar y conseguir la gran y eficaz ayuda internacional, tanto material como espiritualmente, combinando la fuerza de la nación con el poder de la época para ganar la resistencia.[46]

### Sobre el socialismo y el camino de transición al socialismo en Vietnam

#### Sobre la naturaleza y los objetivos del socialismo

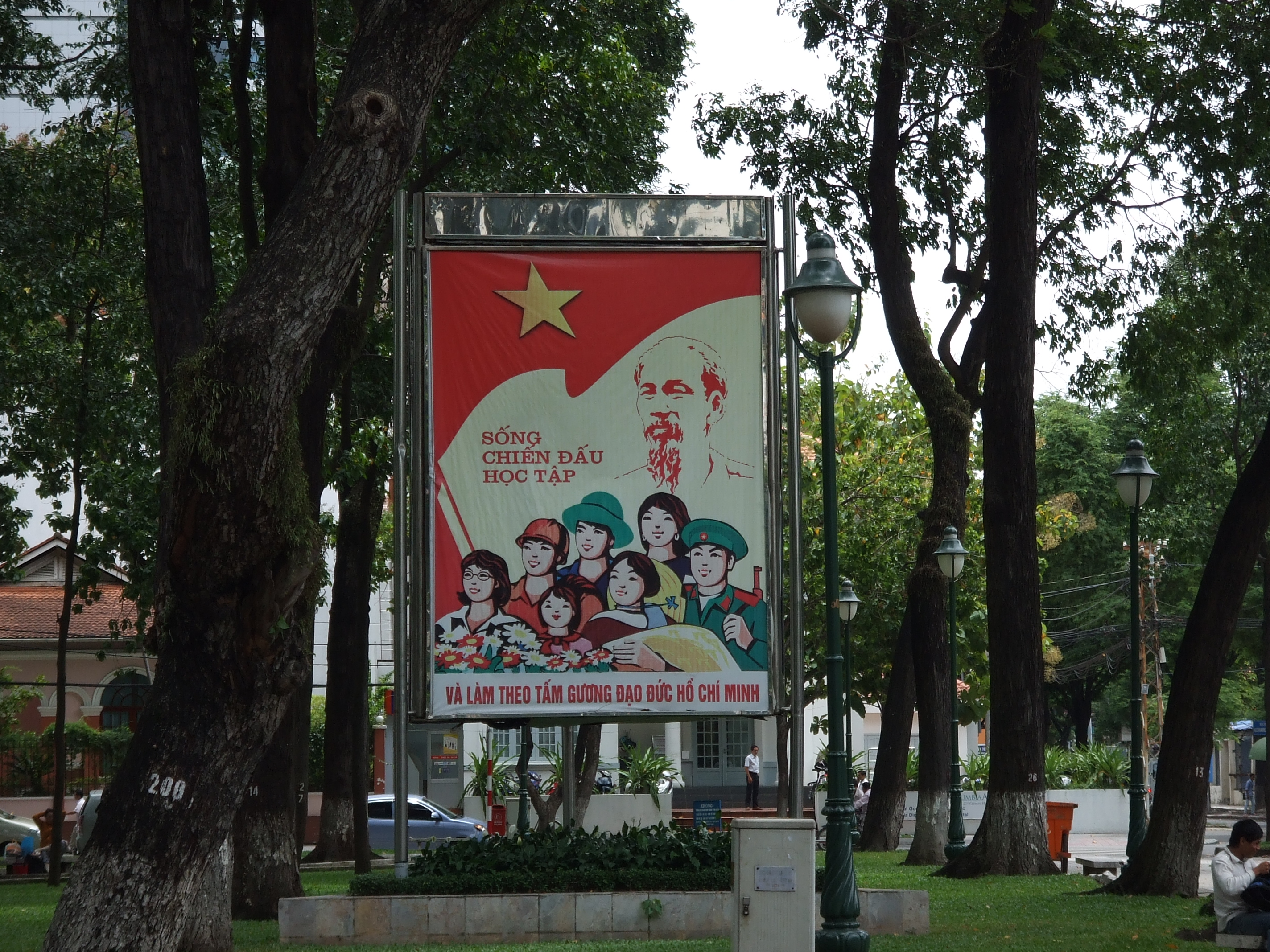
Propaganda para la campaña "Aprendiendo del ejemplo moral de Ho Chi Minh"

La mayoría de los enfoques y definiciones de socialismo de Ho Chi Minh se expresan de una manera simple, popular y fácil de entender. Ho Chi Minh pensó que mejorar la vida material y espiritual de la gente era el socialismo, pero no discutió mucho sobre la necesidad de que el estado controle los medios de producción.

¿Cuál es el propósito del socialismo? Para decirlo de manera simple y fácil de entender es: mejorar constantemente la vida material y espiritual de la gente, en primer lugar, la gente trabajadora. 

El propósito del socialismo es mejorar continuamente el nivel de vida de las personas.

El socialismo es hacer que la gente tenga suficiente para comer, suficiente ropa, sea cada vez más feliz, todos pueden ir a la escuela, poder tomar medicinas, tomarse un descanso cuando sean viejos y no puedan trabajar. En resumen, la sociedad se está poniendo cada vez más avanzada, el material aumenta, el espíritu es cada vez mejor, eso es socialismo" 

Según el Libro de texto de pensamiento de Ho Chi Minh, algunas definiciones básicas que Ho Chi Minh mencionó sobre el socialismo:
- La definición general, considera el socialismo y el comunismo como un sistema social completo, que incluye muchos aspectos diferentes de la vida, es la forma de liberar a la humanidad trabajadora y oprimida.
- Definir el socialismo mostrando algún aspecto del mismo (económico, político, cultural...).
- Definiendo el objetivo del socialismo, especificando la dirección y los medios para lograr ese objetivo.
- Definir el socialismo determinando la motivación para su construcción: "El socialismo tiene como objetivo mejorar la vida material y cultural de las personas y lo construyen las propias personas".
- Las definiciones de Ho Chi Minh reflejan plenamente las características centrales del socialismo. Generalizando estas características, vemos que su contenido abarca todos los aspectos de la vida social, revelando un régimen social superior. Es decir:[48]
  - El socialismo es un sistema social con fuerzas productivas altamente desarrolladas, asociado al desarrollo progresivo de la ciencia, tecnología y cultura, gente rica y país fuerte.
  - Implementar la propiedad social de los medios de producción y el principio de distribución según el trabajo.
  - El socialismo tiene un sistema político democrático, el pueblo trabajador es el dueño y el pueblo trabajador es el amo, el Estado es del pueblo, por el pueblo y para el pueblo, basado en la gran unidad de todo el pueblo, el núcleo es el sindicato de trabajadores - agricultores - trabajadores intelectuales, dirigido por el Partido Comunista.
  - El socialismo tiene un sistema de relaciones sociales saludables, justas e igualitarias, ya no la opresión, la explotación, la injusticia, ya no la oposición entre el trabajo manual y el trabajo intelectual, en las áreas urbanas y rurales, las personas están liberadas, tienen condiciones para el desarrollo integral y tener armonía en el desarrollo de la sociedad y la naturaleza.
  - El socialismo pertenece a las masas populares y es construido por las mismas masas.[48]
- Así, podemos ver que el concepto de socialismo en el pensamiento de Ho Chi Minh tiene muchos significados diferentes, centrándose principalmente en los siguientes contenidos:
  - El socialismo como movimiento histórico sociopolítico.
  - El socialismo es la ideología de la clase trabajadora, aquí Ho Chi Minh entiende el socialismo como sinónimo de marxismo-leninismo.
  - El socialismo es la primera etapa de la forma socioeconómica comunista.
  - El socialismo y el comunismo es un sistema social en oposición al capitalismo cuya forma más malvada y brutal es el colonialismo, tanto el colonialismo antiguo como el neocolonialismo.

#### En el camino de transición al socialismo en Vietnam
Karl Marx, F. Engels y Lenin afirmaron la necesidad objetiva del período de transición al socialismo y señalaron su posición histórica y las tareas específicas en el proceso de movimiento y desarrollo de la forma socioeconómica comunista. Según los clásicos del marxismo-leninismo, hay dos caminos de transición al socialismo. El primer camino es la transición directa al socialismo desde países capitalistas altamente desarrollados. Marx argumentó que el comunismo era un paso evolutivo de la sociedad humana basado en las condiciones socioeconómicas creadas por el capitalismo en lugar del resultado de imponer un modelo económico a la sociedad.De acuerdo con él "Para nosotros, el comunismo no es un estado a crear, ni un ideal al que la realidad deba ajustarse. Llamamos comunismo a un movimiento realista que suprime el actual estado de cosas. Las condiciones de ese movimiento son el resultado de las premisas existentes". El segundo camino es la transición indirecta al socialismo en países capitalistas subdesarrollados o países precapitalistas con la ayuda de países socialistas. Ésta es la opinión de Lenin y Stalin.
A partir de la aplicación de la teoría de la revolución continua y la transición al socialismo del marxismo-leninismo y de las características de la situación actual de Vietnam, Ho Chi Minh afirmó: El camino revolucionario de Vietnam es llevar a cabo la liberación nacional, completar la revolución nacional democrática del pueblo y avanzar gradualmente hacia el socialismo. Podemos resumir el contenido de la transición de Ho Chi Minh al socialismo en Vietnam, que se muestra a través de los siguientes puntos principales:
- Primero debemos llevar a cabo la revolución de liberación nacional, luego construir gradualmente el socialismo.[49]
- El camino de transición al socialismo en Vietnam debe ascender de manera indirecta.[49]

Según Ho Chi Minh, al entrar en el período de transición al socialismo, Vietnam tiene la mayor característica de que de un país agrícola atrasado. Esta característica domina a otras características, y se manifiesta en todos los ámbitos de la vida social y subyace a muchas contradicciones. En particular, Ho Chi Minh prestó especial atención a la contradicción fundamental del período de transición, que es la contradicción entre las altas necesidades de desarrollo del país en la dirección del progreso y la situación socioeconómica demasiado baja de Vietnam. Por tanto, el período de transición al socialismo fue una lucha revolucionaria complicada, ardua y larga. En esta lucha, toda la sociedad debe hacer esfuerzos bajo la dirección del Partido Comunista de Vietnam, y al mismo tiempo debe aprender de la experiencia de construir el socialismo y aprovechar toda la ayuda de países socialistas tan avanzados como la Unión Soviética y los países de Europa del Este.
Tareas históricas de la transición al socialismo en Vietnam.
Según Ho Chi Minh, la esencia de la transición al socialismo en Vietnam es el proceso de transformación de la producción atrasada en producción moderna. Debido a las características definitorias y la naturaleza, la transición al socialismo en Vietnam es un proceso gradual, difícil, complejo y de largo plazo. La tarea histórica de la transición al socialismo en Vietnam incluye dos contenidos principales:
- En primer lugar, construir una base material y técnica para el socialismo, construir premisas económicas, políticas, culturales e ideológicas para el socialismo.[49][54]
- En segundo lugar, renovar la vieja sociedad, construir una nueva sociedad, combinar renovación y construcción, en la que la construcción es el centro, el contenido más importante, clave y duradero.[49][54]

Ho Chi Minh enfatizó la naturaleza gradual de la transición al socialismo. Ho Chi Minh explica su naturaleza compleja y difícil en los siguientes puntos:
- En primer lugar, esta es realmente una revolución que trastorna todos los aspectos de la vida social, tanto las fuerzas productivas como las relaciones de producción, tanto la infraestructura como la superestructura. Plantea y requiere la resolución simultánea de una variedad de contradicciones.
- En segundo lugar, en la causa de la construcción del socialismo, nuestro partido, estado y pueblo no tienen experiencia, especialmente en el campo económico. Este es un trabajo muy nuevo para nuestro Partido, por lo que hay que hacerlo y estudiarlo al mismo tiempo, y puede haber tropiezos y omisiones. Construir una nueva sociedad es siempre más difícil y complicado que derribar la vieja y obsoleta sociedad.
- En tercer lugar, la causa de la construcción del socialismo en nuestro país siempre ha sido atacada por fuerzas reaccionarias dentro y fuera del país.[49]

El punto de vista de Ho Chi Minh sobre el contenido de la construcción del socialismo en Vietnam en el período de transición.
- Política: mantener y promover el liderazgo del Partido. Consolidar y expandir el Frente Nacional Unido, cuyo núcleo es el sindicato de trabajadores, agricultores e intelectuales, liderado por el Partido Comunista; fortalecer y fortalecer todo el sistema político, así como sus componentes individuales.[55]
- conomía: Se hace hincapié en aumentar la productividad del trabajo sobre la base de la industrialización socialista.. tomar la agricultura como frente líder, consolidar el sistema comercial como puente entre las industrias de producción social. Desarrollar el componente económico de propiedad estatal para crear una base material para el socialismo y promover la reforma socialista. En 1953, en su obra El sentido común político, Ho Chi Minh señaló 6 sectores económicos en el área de la resistencia, con el fin de construir y desarrollar una economía con muchos componentes, Ho Chi Minh propuso la política económica del Partido y el Gobierno, incluyendo cuatro puntos clave: Primero, beneficio público y privado; En segundo lugar, el trabajor se beneficia; En tercer lugar, los trabajadores y los agricultores se ayudan entre sí; El cuarto es la circulación interna y externa. La economía estatal es pública. Es la base y el liderazgo de la nueva economía democrática. Así que se tiene que trabajar duro para desarrollarlo y la gente tiene que apoyarlo. Quienes lo destrocen, roben propiedad pública y hagan declaraciones de impuestos falsas deben ser castigados. El gobierno debe apoyar la economía individual de los agricultores y los artesanos, además puede ayudar a los capitalistas nacionaes, pero deben someterse al liderazgo de la economía nacional y deben estar en línea con los intereses de la mayoría de la gente,[56] Hasta 1959, se abogó por permitir que los burgueses industriales y comerciales fueran propietarios de los medios de producción, avanzando gradualmente hacia la abolición de las formas de propiedad no socialistas alentando a los artesanos y trabajadores a organizar cooperativas de forma voluntaria, y Alentar y ayudar a la burguesía industrial y comercial a reformarse hacia el socialismo en forma de asociación público-privada y otras formas de reforma.[57] Existe la opinión de que Ho Chi Minh fue el primero en defender el desarrollo de una estructura económica multisectorial durante la transición al socialismo en Vietnam.[58][59][60]

En nuestro país en la actualidad existen principales formas de propiedad de los medios de producción, estas son las siguientes:
- Propiedad del Estado, es decir, propiedad de todo el pueblo.
- Propiedad de las cooperativas, es decir, propiedad colectiva de los trabajadores.
- Propiedad de empleados individuales.
- Algunos medios de producción son propiedad de los capitalistas.
Hồ Chí Minh, Informe sobre el proyecto de enmienda a la Constitución en el 11º período de sesiones de la 1ª Asamblea Nacional de la República Democrática de Vietnam, 18 de diciembre de 1959, Hanoi.

El objetivo de nuestro régimen es abolir las formas de propiedad no socialistas, para convertir la economía que consta de muchos componentes complejos en una economía homogénea, basada en la propiedad de todo el pueblo y la propiedad colectiva.
Hồ Chí Minh.

Debemos desarrollar la economía estatal para crear una base material para el socialismo y promover la reforma socialista.
Hồ Chí Minh.

Para trabajadores individuales y capitalistas, también en el informe anterior, Ho Chi Minh escribió:

- Para los trabajadores manuales y otros trabajadores individuales, el Estado protege sus derechos de propiedad sobre sus medios de producción, trata de orientarlos y ayudarlos a mejorar sus formas de hacer negocios y los alienta a organizar cooperativas de manera voluntaria.
- Para los burgueses industriales y comerciales, el Estado no suprime la propiedad de los medios de producción y otros bienes, sino que trata de orientarlos en actividades en beneficio del plan nacional de subsistencia de las personas, de acuerdo con el plan de economía del Estado. Al mismo tiempo, el Estado los alienta y les ayuda a reformarse de acuerdo con el socialismo en forma de asociación público-privada y otras formas de reforma.
Hồ Chí Minh. Informe sobre las enmiendas a la Constitución de 1959. Ho Chi Minh.

- Cultura - sociedad: enfatizando el tema de la construcción del nuevo hombre.[55]

### Sobre la gran unidad nacional, combinando la fuerza nacional con la fuerza del tiempo.

#### Sobre la gran unidad nacional
El pensamiento de Ho Chi Minh sobre la gran unidad nacional se formó a partir de las siguientes bases importantes:
- El primero es la tradición del patriotismo, la compasión y el espíritu de cohesión comunitaria del pueblo vietnamita. Esta es la primera y profunda base para la formación del pensamiento de Ho Chi Minh sobre la gran unidad nacional.
- El segundo es la visión marxista-leninista de la revolución como causa de las masas. El marxismo-leninismo sostiene que la revolución es la causa de las masas, el pueblo es el creador de la historia; El proletariado, para desempeñar el papel de dirección revolucionaria, debe convertirse en nación; la unión de trabajadores y campesinos es la base para construir una gran fuerza de la revolución. Esas son las opiniones teóricas que son absolutamente necesarias para que Ho Chi Minh tenga una base científica para evaluar con precisión los factores positivos, así como las limitaciones en las herencias tradicionales, en el pensamiento de reunir fuerzas del pueblo vietnamita, patriotas vietnamitas predecesores y principales revolucionarios en el mundo, formando así el pensamiento de Ho Chi Minh sobre la gran unidad nacional.
- El tercero es resumir las experiencias exitosas y fallidas de los movimientos revolucionarios en Vietnam y el mundo.

Antes de la Revolución de Agosto, a diferencia de otros líderes del Partido Comunista en Vietnam, que siempre consideraron al sindicato de trabajadores y campesinos como el núcleo y la fuerza clave de la revolución proletaria, sin tener en cuenta el potencial revolucionario de las clases en la sociedad vietnamita, Ho Chi Minh era una persona que estaba muy interesada en reunir el apoyo de clases sociales que no eran las fuerzas clave de la revolución proletaria como la burguesía, los terratenientes, los pequeños comerciantes, los intelectuales... Durante este período, fueron los compañeros de Ho Chi Minh quienes criticaron la línea reformista de Ho Chi Minh "aliada con la burguesía y los pequeños y medianos terratenientes", al no estar en línea con la lucha de clases de la Tercera Internacional..
Inmediatamente después de que la República Democrática de Vietnam anunciara su establecimiento, en el período 1945-1946, la situación del país se encontraba en una situación extremadamente peligrosa. Fue en esta situación que Ho Chi Minh expresó su ideología de gran unidad nacional, ayudando al país a superar el peligro y mantener su naciente independencia. Ho Chi Minh dejó de lado los desacuerdos políticos entre facciones, reunió partidos políticos para formar un gobierno con el objetivo de servir al país y a la nación. En el que se concede la máxima prioridad al objetivo de la independencia nacional.
Las opiniones de Ho Chi Minh sobre la gran unidad nacional incluyen:
- La gran unidad nacional es una cuestión de importancia estratégica que determina el éxito de la revolución.
- La gran solidaridad es el objetivo, la tarea principal de la revolución.
- La gran unidad nacional es la gran unidad de todo el pueblo.
- La gran solidaridad debe convertirse en fuerza material, en una fuerza material organizada, que represente al gran bloque de unidad nacional como un frente nacional unido bajo la dirección del Partido.

En la obra "Debemos estudiar nuestra historia", Ho Chi Minh escribió: "Nuestra historia nos enseña esta lección: siempre que nuestro pueblo se una como uno solo, nuestro país será independiente y libre. Si nuestro pueblo no se une, será invadido por países extranjeros. Entonces ahora debemos saber cómo unirnos, unirnos rápidamente, la solidaridad seguramente aumentará para siempre.…"

#### Sobre combinar la fuerza de la nación con el poder del tiempo
Ho Chi Minh fue uno de los primeros vietnamitas en unirse al movimiento comunista internacional en un momento en que Vietnam no tenía ninguna organización política comunista. Fue miembro de la Internacional Comunista, que unificó las organizaciones separadas del partido comunista en Vietnam en un solo partido político bajo la dirección de la Tercera Internacional. Fue Ho Chi Minh quien conectó el movimiento revolucionario proletario vietnamita y el movimiento revolucionario proletario internacional. A través de Ho Chi Minh, el movimiento revolucionario proletario en Vietnam recibió un gran apoyo de países socialistas como la Unión Soviética, China y otros países socialistas. Ho Chi Minh envió a muchos líderes importantes del movimiento revolucionario vietnamita a la Unión Soviética o China para recibir entrenamiento político y militar.
A través de una encuesta de campo, por experiencia personal, Ho Chi Minh se ha dado cuenta de que: El imperialismo es una fuerza reaccionaria internacional, un enemigo común del pueblo trabajador tanto en el país de origen como en las colonias. Para derrotarlos, debe establecerse una alianza de lucha entre los trabajadores de las colonias y entre los trabajadores de las colonias y el proletariado en el país de origen; Si separas cada fuerza, no hay forma de ganar. El punto de la superioridad de Ho Chi Minh sobre los líderes patrióticos y revolucionarios de principios del siglo XX es que hizo que Ho Chi Minh tomara conciencia de la fuerza del movimiento comunista mundial y de la necesidad de este. Se vinculó con ese movimiento para lograr la independencia nacional.
La visión de Ho Chi Minh sobre el vínculo entre el movimiento revolucionario vietnamita y los movimientos revolucionarios en otros países es también el lema básico del movimiento comunista internacional expresado a través del lema "Proletarios de todos los países uníos". Combinar la fuerza nacional con el poder del tiempo es una expresión de esa asociación. El contenido de combinar la fuerza nacional con el poder del tiempo incluye:
- Vincula la revolución vietnamita con la revolución proletaria mundial.
- Combine estrechamente el patriotismo genuino con el internacionalismo puro.
- Mantener la independencia y la autosuficiencia, confiar en la propia fuerza como principal fortaleza, contar con la ayuda de los países socialistas, el apoyo de la humanidad progresista y, al mismo tiempo, sin olvidar sus elevadas obligaciones internacionales.
- Maximizar la amistad y la cooperación, estar dispuesto a ser amigo de todos los países democráticos.

Según Ho Chi Minh, "Debe hacer que los pueblos coloniales, hasta ahora separados, se comprendan mejor y se unan para sentar las bases de una futura Unión del Este, que será una de las alas de la revolución proletaria."

### Sobre el Partido Comunista de Vietnam; en la construcción de un Estado del pueblo, por el pueblo, para el pueblo

#### Sobre el Partido Comunista de Vietnam
- El Partido Comunista es el principal factor decisivo para llevar la revolución vietnamita a la victoria. El gran poder del pueblo solo puede ponerse en juego cuando está reunido, unido y dirigido por una organización política, el Partido Comunista de Vietnam. Ho Chi Minh afirmó: "La fuerza de la clase trabajadora y del pueblo trabajador es enorme e infinita. Pero esa fuerza necesita la dirección del Partido para estar seguro de la victoria.",[67] La clase sin la dirección del Partido no puede hacer una revolución.[68]
  - En el libro Đường Kách mệnh publicado en 1927, Ho Chi Minh escribió: "¿Qué debe tener la revolución primero? En primer lugar, debe haber un partido revolucionario, para movilizar y organizar al pueblo de adentro, y comunicarse con la nación oprimida y el proletariado de clase en todas partes. Si el Partido tiene un firme control sobre la revolución, tendrá éxito, al igual que la persona al timón tendrá un barco estable para navegar.".[69] Ho Chi Minh dijo que: "Para no extraviarse, las masas deben tener la dirección del Partido para comprender la situación, la dirección y establecer el lema correcto. La revolución es una lucha muy ardua. La fuerza enemiga es muy fuerte. Para ganar, las masas deben organizarse muy de cerca; la voluntad de ser resuelta. Por lo tanto, debe haber un Partido para organizar y educar al pueblo en un ejército fuerte, para derrocar al enemigo y luchar por el poder. Después de que la revolución ha ganado, las masas todavía necesitan que el Partido lidere"[70]
- El Partido Comunista de Vietnam es el producto de la combinación del marxismo-leninismo con el movimiento obrero y el movimiento patriótico.
- El Partido Comunista de Vietnam debe reconocer sus deficiencias, señalar dónde están y de dónde vienen, y luego buscar formas de corregirlas.

En la obra "Modificando la forma de trabajar" escrita en 1947, Ho Chi Minh dijo que:

Un partido comunista que oculta sus defectos es un partido corrupto. Un Partido tiene las agallas para admitir sus deficiencias, señalar dónde están y luego buscar formas de corregirlas. Así es un partido progresista, audaz, seguro y verdadero.
Hồ Chí Minh - Sửa đổi lối làm việc (1947)